# Кулир, Марк
Марк Кулир (англ. Mark Coulier (род. 31 марта 1963)) (Лейлэнд, Ланкашир, Англия) — британский художник по гриму, специалист по спецэффектам и протезному макияжу (Prosthetic makeup / Special make-up effects / FX prosthesis, когда для создания на коже передового косметического эффекта используются протезирование, лепка и литье). Лауреат двух премий Оскар («Отель «Гранд Будапешт»» (2014), «Железная леди» (2011)), двух премий Эмми («Арабские ночи» (2000), «Великий Мерлин» (1998)) и двух премий BAFTA («Отель «Гранд Будапешт»», «Железная леди»).

## Карьера
Среди проектов, над которыми работал Кулир: серия фильмов о Гарри Поттере (в том числе «Фантастические твари и где они обитают»), «Люди Икс: Первый класс», «Мумия возвращается», «Звёздные войны. Эпизод I: Скрытая угроза», «Железная леди», «Отель «Гранд Будапешт»», «Суспирия», «Гонка», «Первому игроку приготовиться», «Мир Юрского периода 2» и «Богемская рапсодия».
В середине марта 2020 года в российский прокат выйдет приключенческое фэнтези «Пиноккио» Маттео Гарроне с Роберто Бениньи в роли Джепетто. Совместно с Ником Дадмэном Кулир отвечал за грим и создание фантастических существ, появляющихся в фильме.

## Избранная фильмография
- 2019 — Пиноккио / Pinocchio
- 2018 — Суспирия / Suspiria
- 2015 — 007: Спектр / Spectre
- 2015 — В сердце моря / In the Heart of the Sea
- 2014 — Отель «Гранд Будапешт» / The Grand Budapest Hotel
- 2014 — Дракула / Dracula Untold
- 2013 — Война миров Z / World War Z
- 2011 — Железная леди / The Iron Lady
- 2011 — Гарри Поттер и Дары Смерти. Часть 2 / Harry Potter and the Deathly Hallows — Part 2
- 2011 — Люди Икс: Первый класс / X-Men: First Class
- 2010 — Гарри Поттер и Дары Смерти. Часть 1 / Harry Potter and the Deathly Hallows — Part 1
- 2009 — Гарри Поттер и Принц-полукровка / Harry Potter and the Half-Blood Prince
- 2007 — Гарри Поттер и Орден Феникса / Harry Potter and the Order of the Phoenix
- 2005 — Гарри Поттер и Кубок огня / Harry Potter and the Goblet of Fire
- 2003 — Лига выдающихся джентльменов/ The League of Extraordinary Gentlemen
- 2001 — Гарри Поттер и философский камень / Harry Potter and the Philosopher’s Stone
- 2001 — Мумия возвращается / The Mummy Returns